# Kulan
Kulan (Equus hemionus kulan) je jeden ze čtyř dnes žijících poddruhů osla asijského (Eguus hemionus). Žije v stepi a polostepi Turkménie. Jeden poddruh osla asijského ašdari neboli osel syrský byl úplně vyhuben v roce 1927. Všechny ostatní poddruhy džigetaj, onager, kulan a kur jsou dnes již velmi vzácné a vyskytují se ostrůvkovitě ve stepích a polopouštích střední a jižní Asie. Kulanů dnes ve volné přírodě žije jen 1300 kusů.[zdroj?] Dorůstá v délce těla do 200–250 cm, v kohoutku 120–140 cm a délka ocasu činí 20–40 cm. Váží 200 kg. Délka březosti činí 320–340 dnů a samice rodí jedno mládě. Živí se tvrdou stepní trávou. Může běžet rychlostí až 84 km/h. Tvoří malá stáda. V přírodě se dožívá 15 let, v zajetí 27 let. Jedná se o ohrožený druh.

## Fotogalerie

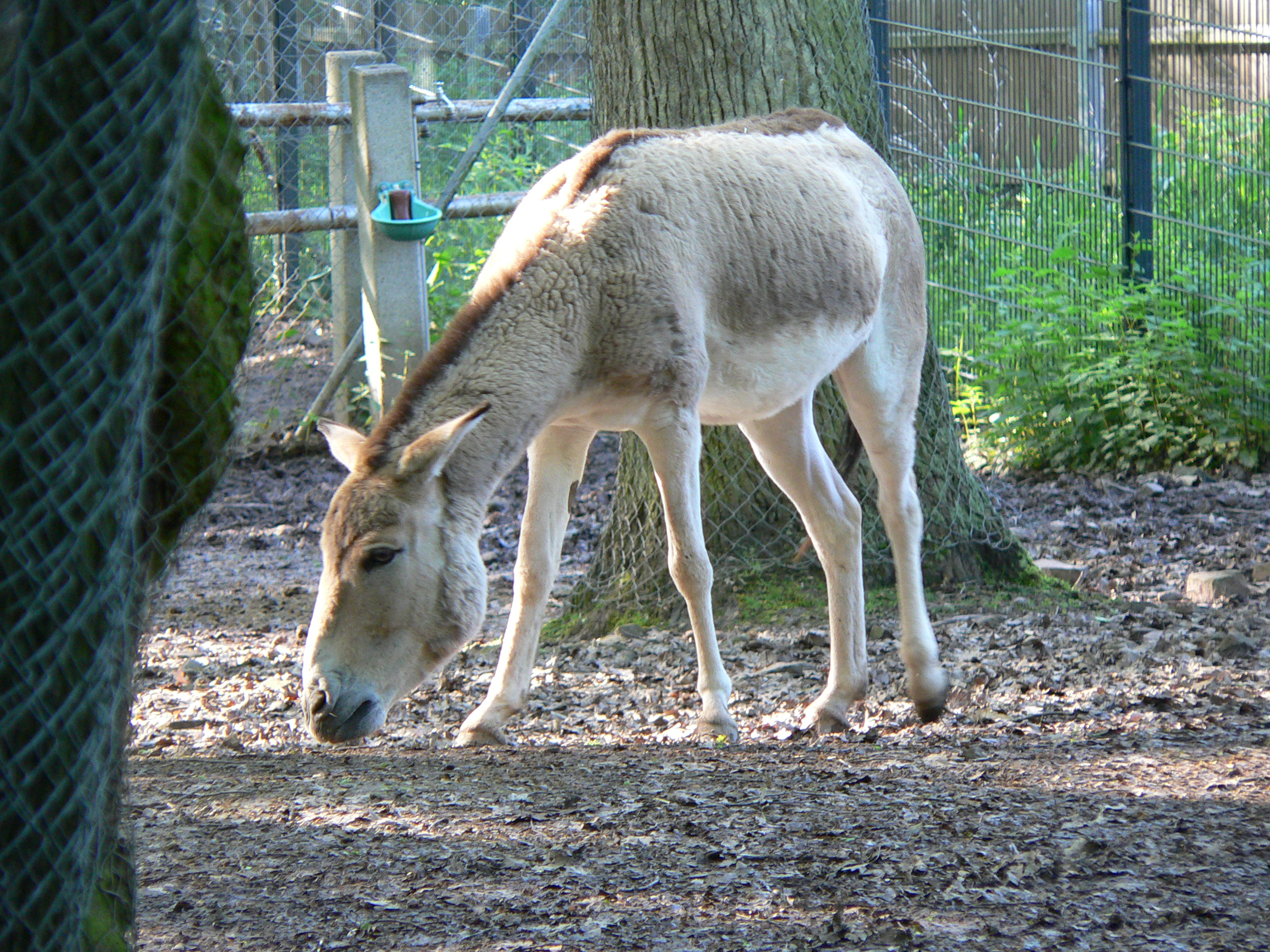
Kulan v zajetí
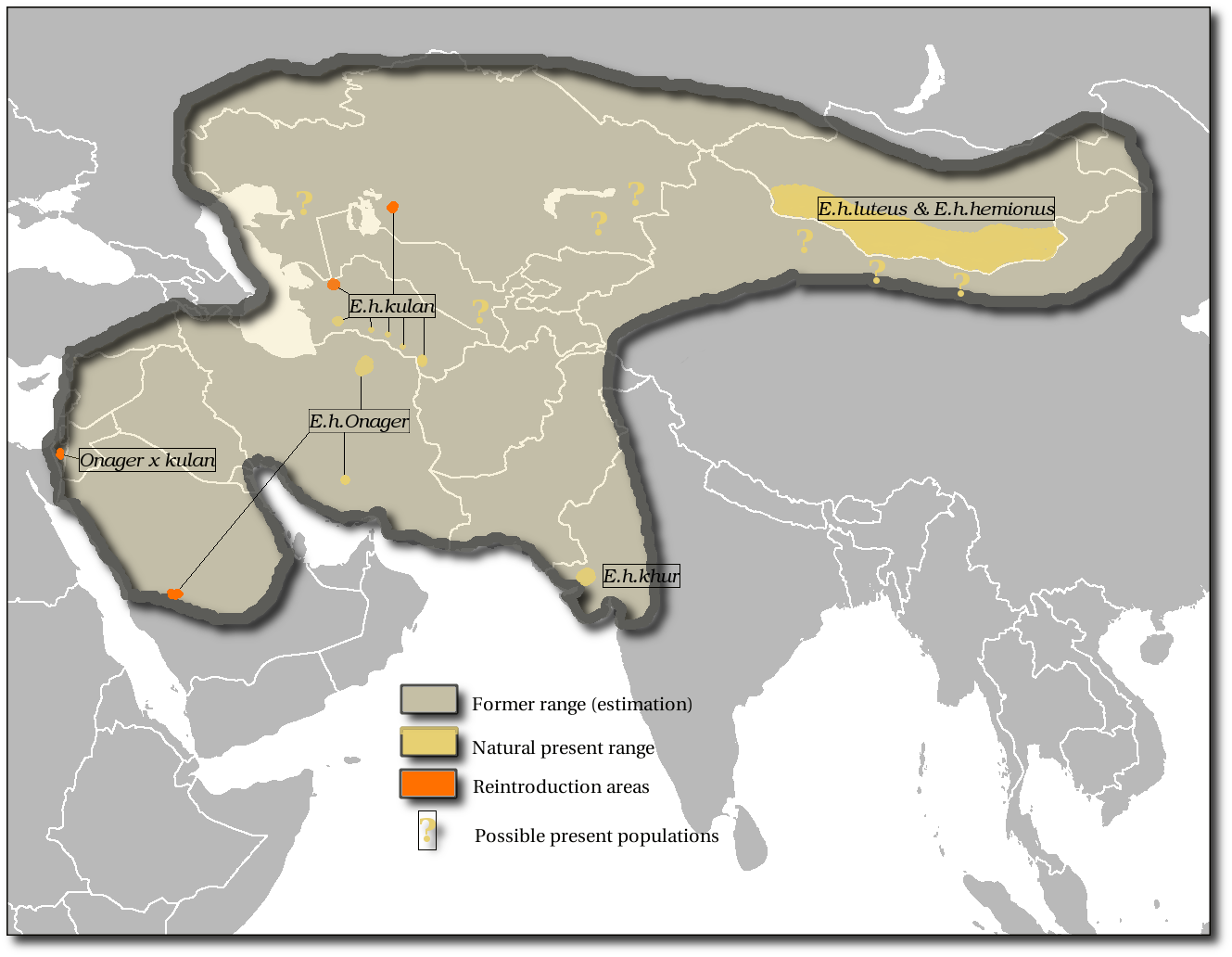
výskyt všech 4 poddruhů osla asijského